# Constantin Constantinescu-Claps
Constantin Constantinescu-Claps (20. února 1884 Beceni – 15. ledna 1961 Bacău) byl rumunský generál a politický vězeň komunistického režimu.
Mezi lety 1903–1905 studoval Vojenskou školu dělostřelectva a vojenského inženýrství („Școala de ofițeri de artilerie și geniu“), poté v letech 1919–1920 vojenskou akademii („Școala Superioară de Război“). Zatčen byl roku 1949 a byl obviněn z kolaborace. V letech 1951 až 1954 byl vězněn, ale až roku 1954 byl odsouzen. Roku 1955 mu však byl trest prominut.